# Oxalis amamiana
Oxalis amamiana är en harsyreväxtart som beskrevs av Hatusima. Oxalis amamiana ingår i släktet oxalisar, och familjen harsyreväxter. Inga underarter finns listade i Catalogue of Life.